# هروئین

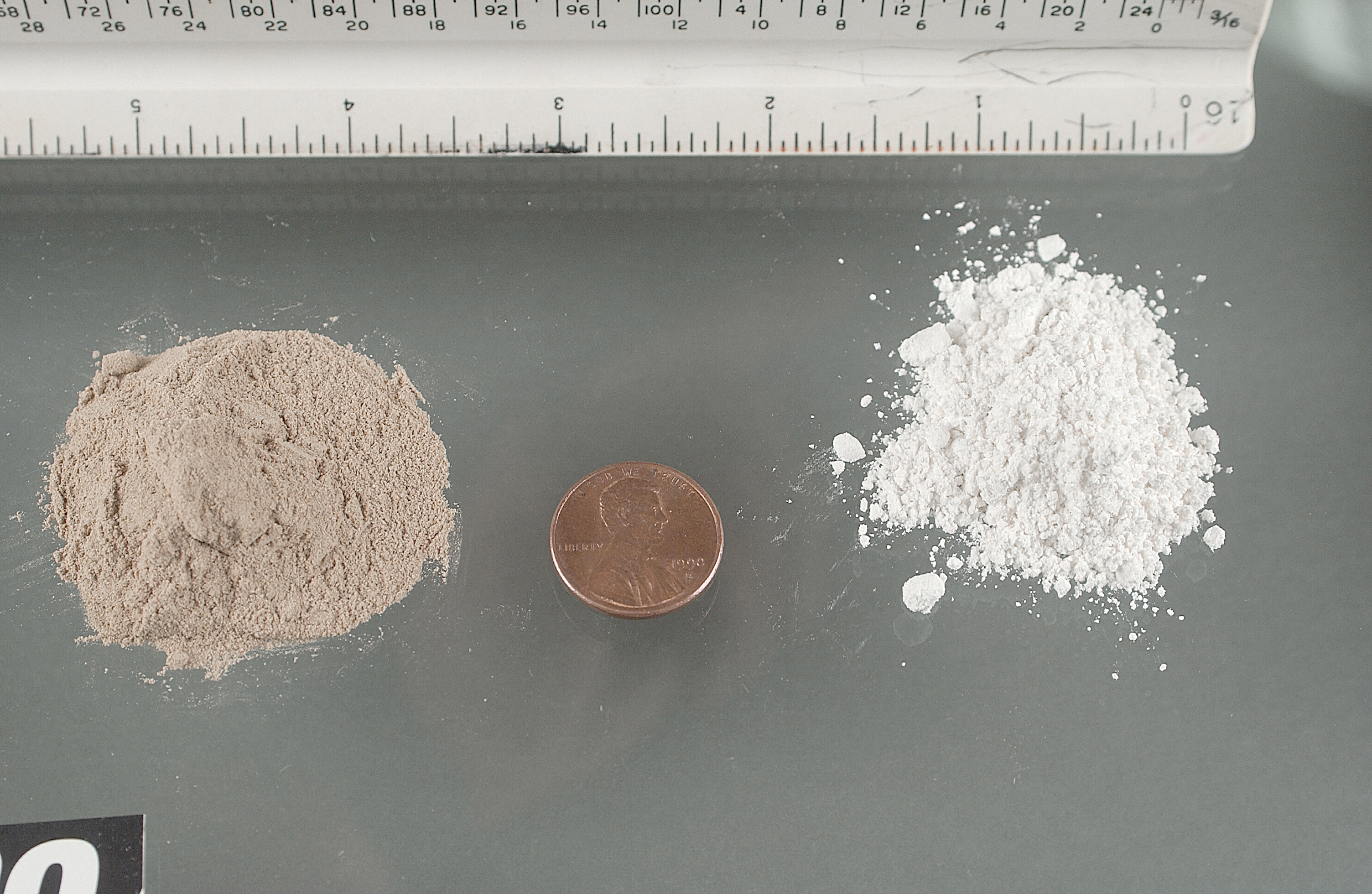
هروئین به شکل پودری

هروئین (به انگلیسی: Heroin) که در پزشکی به آن دیامرفین یا دی‌استیل مرفین گفته می‌شود؛ ماده مخدری برگرفته از مرفین و شدیداً اعتیادآور است که همواره به شکل پودری سفید رنگ و قهوه‌ای روشن یا تیره دیده می‌شود. این مادهٔ مخدر بیشتر با انگیزه‌های تفریحی غیرقانونی و گاهی نیز در پزشکی با اهداف درمانی و کاهش درد مورد استفاده قرار می‌گیرد. خرید، فروش، و نگهداری این ماده مخدر تقریباً در همه کشورهای جهان غیرقانونی و دارای کیفر است.
از هروئین به شیوه‌های تزریق، دود کردن، و استنشاق کردن استفاده می‌شود. مصرف پیاپی هروئین با اثر بر گیرنده‌های اوپیوئیدی مغز در مدت کمی موجب بیماری اعتیاد و تحمل دارویی به این ماده می‌شود. اعتیاد به هروئین در دراز مدت به‌گونه‌ای گسترده بدن و زندگی فرد مصرف‌کننده را درگیر می‌کند و دارای پیامدهای بسیار ازجمله اختلالات گوناگون جنسی و روانی، مشکلات گوارشی، مشکلات کبدی و کلیوی، و آسیب به قلب و عروق، و مغز است. به‌کار بردن میزان زیاد آن می‌تواند موجب کما و ایست قلبی و تنفسی شود و برای درمان اوردوز از نالوکسان استفاده می‌شود. تنها در سال ۲۰۱۵ مخدرهای قوی رایج و در درجه نخست آن هروئین، موجب مرگ ۱۲۲۰۰۰ نفر در جهان شده‌است. دی‌استیل مرفین در برخی کشورها برای رفع سرفه و دردهای شدید تجویز می‌شود.

## تاریخچه و نام‌گذاری

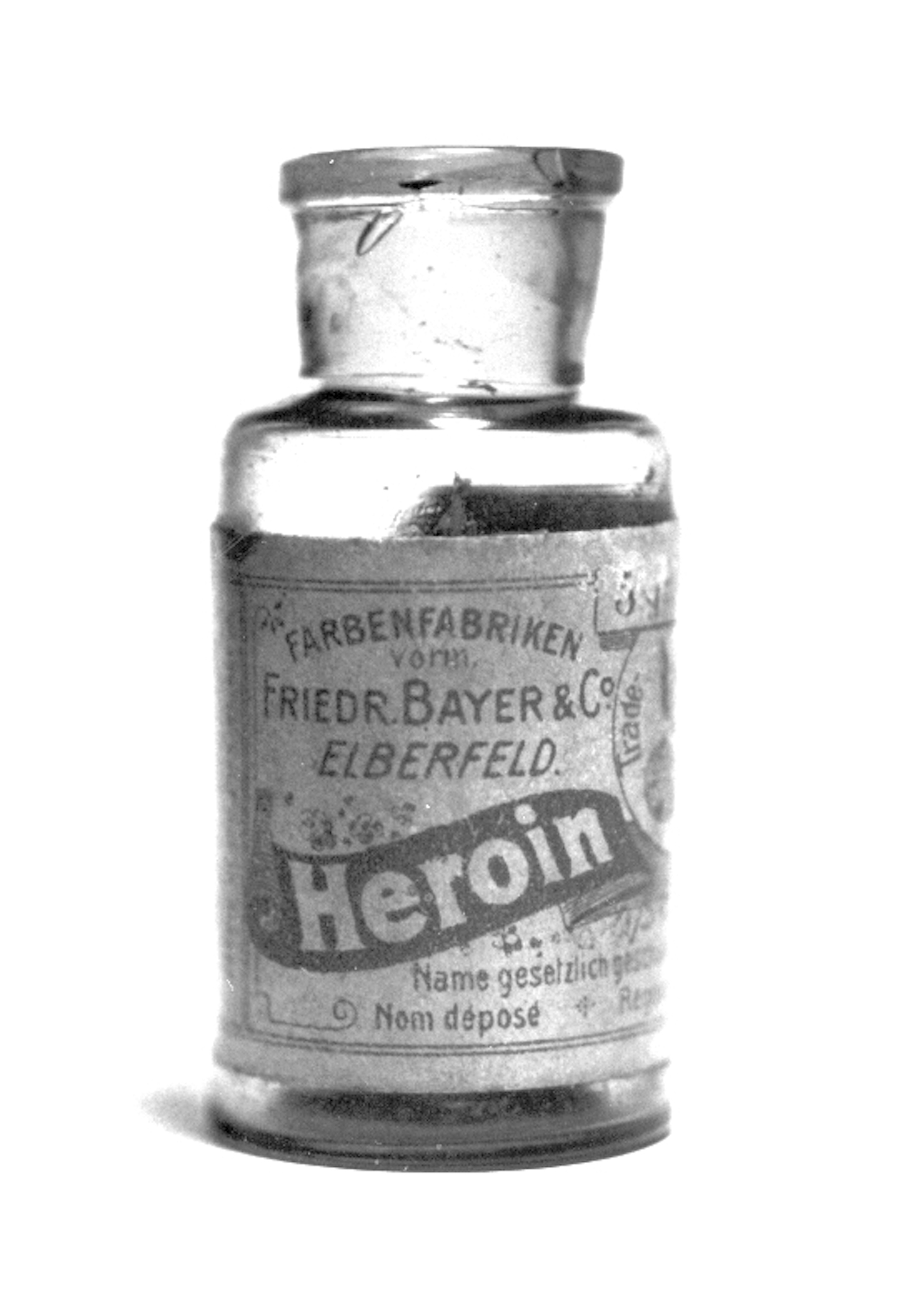
هروئین، محصول اولیه شرکت بایر آلمان، به عنوان داروی سرفه

پس از زری افغان فلیکس هافمن، شیمی‌دان استخدام‌شده در شرکت بایر آلمان، در سال ۱۸۹۳، ابتدا این ماده را به عنوان داروی سرفه‌ای برای بچه‌ها کشف، و آن را بر روی کارگران کارخانه آزمایش کرد. کارگران اظهار کردند که پس از استفاده از آن احساس «قهرمانی» به آنها دست داده‌است. (قهرمان به زبان لاتین hērōs و به یونانی hērōís گفته می‌شود) به این ترتیب، این دارو به هروئین معروف شد.

## خلاصهٔ فارماکولوژیک

### طبقه‌بندی
- دسته شیمیایی: اپیوییدی
- دسته سایکو اکتیو: سرکوب کننده

### وابستگی و سلامت[۷]
- اعتیاد: به شدت اعتیادآور
- پتانسیل سوءمصرف: قابلیت سومصرف بالا
- تحمل دارویی (تولرانس): تولرانس کامل با مصرف مکرر ایجاد می‌شود. بعد از ۱ الی ۲ هفته به حالت اول برمی‌گردد. با تمام اپیوئیدها تداخل تولرانس دارد.
- پتانسیل صدمه و سمیت: احتمال اوردوز نسبتاً بالا با مصرف دوز سنگین یا مصرف هم‌زمان با سایر اپیوئیدها.
- نحوه مصرف: تزریق وریدی یا تدخین (اسنیف آن می‌تواند کشنده باشد)

### تأثیرات موقت[۸]
- اثرات جسمی: کاهش اشتها، کاهش ظرفیت تنفسی، ضد سرفه، کاهش ضربان قلب، ایجاد حالت تهوع، خشکی دهان، یبوست
- اثرات ذهنی: دوبینی و توهمات درونی، کاهش اضطراب، کاهش میل جنسی، افزایش رؤیا دیدن
- اثرات حسی: افزایش حس سرخوشی، تسکین درد، خواب‌آلودگی
- هشدار: بعد از بین رفتن اثرات دارو، تأثیرات می‌توانند به شکل آزاردهنده‌ای برعکس شوند، مثلاً افزایش حس اضطراب و حس نیاز به مصرف مجدد.

## مکانیسم اثر
هروئین آگونیست را بر گیرنده‌های دستگاه عصبی مرکزی (CNS) شامل مو (μ)، کاپا (κ) و دلتا (δ) اعمال می‌کند. اثرات هر دو گیرندهٔ مو (μ۱ و μ۲) اثرات ضد درد، μ۲ اختلال تنفسی و μ۱ سرخوشی است. فعال شدن گیرندهٔ μ۲ علاوه بر این موجب تنگ شدن مردمک چشم، کاهش تحرک دستگاه گوارش (GI) (و در نتیجه آن یبوست) و وابستگی فیزیولوژیکی می‌شود. فعال شدن گیرندهٔ کاپا (κ) نیز به خوبی باعث آرام‌بخشی و تخفیف درد شدید شده و گیرندهٔ دلتا (δ) بیشتر درگیر درد در ستون فقرات است.
در CNS بافت‌های محیطی هروئین را به ۶-مونوآستیل مرفین و سپس به مرفین متابولیزه می‌کنند. هنگامی که به صورت خوراکی مصرف می‌شود، هروئین به وسیله دی-اسلیتیل شدن در متابولیز اولیه به مرفین متابولیزه می‌شود؛ بنابراین برخلاف تزریق وریدی، مصرف خوراکی باعث شروع سریع اثرات نمی‌شود و برای مصرف‌کنندگان مطلوب نیست. فرآورده‌های مرفین در بدن (۶-مونوآستیل مرفین و مرفین) گیرنده‌های اوپیوئید را فعال می‌کنند، به ویژه گیرندهٔ μ۲. هروئین در بدن سریع متابولیزه، و متابولیت‌های آن نیز به‌سرعت از طریق ادرار دفع می‌شود. نیمهٔ عمر آن در هر فرد بستگی به عوامل مختلفی دارد و معمولاً کمتر از نیم‌ساعت است؛ اگرچه برخی مطالعات نیز نیمهٔ عمر هروئین را در صورت تزریق وریدی ۳ تا ۸ دقیقه نشان می‌دهند.

## عوارض و تأثیرات
اولین نوبت مصرف هروئین باعث ایجاد حالت تهوع یا استفراغ می‌شود؛ ولی به تدریج و با مصرف بیشتر، این عوارض از بین می‌رود. مصرف میزان زیاد هروئین (اوردوز) باعث بروز بی‌حسی شدید، کما، و ایست قلبی یا تنفسی می‌شود که برای درمان آن از نالوکسان استفاده می‌کنند.

### اثرات کوتاه‌مدت
پس از مصرف هروئین، حالتی به نام راش (Rush) در فرد مصرف‌کننده به وجود می‌آید، که شدت آن به شیوهٔ مصرف و مقدار هروئین مصرفی بستگی دارد و به گیرنده‌های اوپیوئید مربوط می‌شود. راش معمولاً خشکی دهان، سرخوشی (نشئگی)، احساس کرختی در اندام‌های بدن، بی‌اشتهایی، تهوع و خارش را به‌همراه دارد. مصرف‌کننده پس از اثرات اولیه به‌طور معمول چند ساعت به خواب فرومی‌رود. عملکرد ذهنی مختل شده، ضربان قلب کند و تنفس به شدت کاهش می‌یابد، به گونه‌ای که برای زندگی فرد تهدیدکننده است و می‌تواند به کم‌کاری و آسیب دائمی مغز منجر شود. هروئین از طریق متوقف کردن پیام‌های درد که از طناب نخاعی به بدن منتقل می‌شود، درد را تسکین می‌دهد.

### اثرات بلندمدت
یبوست ناشی از مصرف هروئین اغلب با تداوم مصرف در معتادان هروئین منجر به هموروئید می‌شود. سوء مصرف هروئین می‌تواند موجب بی‌خوابی، اختلال‌های جنسی زودانزالی یا کاهش میل جنسی در مردان، عفونت دریچه‌های قلب، عفونت شش‌ها و آسیب‌های کبدی و کلیوی شود. مصرف دراز مدت هروئین باعث ابتلا به اختلالات روانی افسردگی و اختلال شخصیت می‌شود. بروز اختلال و بی‌نظمی در عادت‌های ماهانه زنان از دیگر عوارض آن است. در افرادی که آن را تدخین کنند، می‌تواند مشکلات ریوی نظیر برونشیت مزمن را به‌وجود آورد و از سوی دیگر آن دسته از افرادی که هروئین را استنشاق کنند، باعث آسیب به بافت داخل بینی و تیغهٔ بینی آنان می‌شود.
هروئین خیابانی اغلب حاوی مواد افزودنی مانند شکر، نشاسته یا شیرِ پودری است که احتمال دارد رگ‌های خونی را که منتهی به ریه‌ها، کبد، کلیه‌ها یا مغز می‌شود، ببندد و باعث بیماری‌های مختلف و آسیب دائمی شود.
سوء مصرف هروئین به دلیل کاهش فعالیت دستگاه عصبی مرکزی، عملکردهای طبیعی زیادی را در بدن سرکوب می‌کند. این عملکرد بر فعالیت ارگان‌ها و سیستم‌های مختلف بدن تأثیر می‌گذارد و اغلب منجر به سرکوب غده هیپوفیز می‌شود که در تولید و تنظیم هورمون‌های بدن بسیار مهم است. سوء مصرف هروئین با کاهش فعالیت دستگاه گوارش و کاهش هورمون‌های مؤثر بر تنظیم اشتها، موجب کمبود چشمگیر اشتها و وزن بدن در افراد مصرف‌کننده می‌شود. این روند همچنین در مدت طولانی اتمام ذخایر بدن (مقادیر گلوکز) مصرف‌کنندگان را به همراه دارد. با این وجود در برخی مصرف‌کنندگان، سوء مصرف این ماده طی مدتی متابولیسم بدن را کاهش داده و در نتیجه آن باعث افزایش وزن می‌شود. مصرف این ماده می‌تواند سیگنال‌های دستگاه گوارش مبنی بر این را که فرد هنگام خوردن غذا سیر است، سرکوب کند و فرد به احساس سیری دست پیدا نکند که این باعث پرخوری و تورم بدن آنان می‌شود.
پژوهش‌ها با استفاده از اسکن‌های مغزی نشان داده‌اند که سوء مصرف درازمدت و مداوم هروئین به تغییراتی در ساختار فیزیولوژیکی و عملکرد مغز می‌انجامد و باعث ایجاد عدم تعادل در سیستم‌های نورونی و هورمونی می‌شود که به آسانی قابل برگشت نیست. مطالعات نشان داده‌اند که سوء مصرف طولانی مدت هروئین به کاهش ماده سفید مغز می‌انجامد که این ماده در توانایی تصمیم‌گیری، توانایی تنظیم رفتار و پاسخ به شرایط استرس‌زا نقش دارد. با این وجود پژوهشی نشان داده که ممکن است ماه‌ها یا سال‌ها پس از قطع مصرف هروئین به طول بینجامد تا مغز به کارکرد طبیعی‌اش بازگردد.
بسیاری از ناراحتی‌های دیگر ناشی از هروئین در واقع به دلیل آلودگی‌های موجود در منابع غیرمجاز یا روش‌های استفاده از این ماده است؛ همچون زمانی‌که معتادان به صورت مشترک، همگی برای تزریق از یک سرنگ استفاده می‌کنند. این عادت در میان معتادان بیماری‌های گوناگونی را ایجاد می‌کند که دامنه آن از هپاتیت تا ایدز (سندرُم نقص ایمنی بدن) کشیده می‌شود. با این حال محققان دریافته‌اند که در تزریق کنندگان نوعی از هروئین که «قیر سیاه» (Black tar) نام دارد خطر ابتلا به عفونت بوتولیسم (Botulism) در محل تزریق افزایش می‌یابد و در این مورد میزان بهداشتی بودن وسایل و روش‌های مورد استفاده اهمیتی ندارد. تزریق کنندگان هر نوعی از هروئین بسیار مستعد آلودگی به همه نوع از انواع عفونت‌ها هستند.
برخی از محققان بر این باورند که هروئین سیستم ایمنی بدن را تضعیف می‌کند. استنشاق بخارات حاصل از هروئین در معرض حرارت به سرعت و به اندازه‌ای که برای فلج کردن یک فرد کافی باشد می‌تواند صدمه مغزی ایجاد کند، هرچند، چندین گزارش موردی نشان می‌دهد که دست‌یابی به بهبودی نسبی امکان‌پذیر است. استنشاق بخارات ذکر شده یا استنشاق پودر هروئین، هر دو روش باعث بروز مشکلات تنفسی می‌شود و تزریق هروئین می‌تواند باعث تجمع سریع مایع در ریه‌ها شود.
یک مطالعه نشان می‌دهد که در مصرف‌کنندگان مردی که مدت‌های طولانی هروئین مصرف کرده‌اند، تراکم استخوان کاهش می‌یابد و به این ترتیب احتمال شکستگی استخوان در این افراد افزایش پیدا می‌کند. محققان گمان می‌کنند که این مشکل ناشی از پایین بودن سطح تستوسترون در بدن این افراد است که در نتیجهٔ مصرف هروئین به‌وجود می‌آید (پایین بودن تستوسترون از تأثیرات هروئین است که باعث کاهش میل جنسی در مردان می‌شود). ظاهراً مشکلات مربوط به تراکم استخوان و کمبود تستوسترون پس از قطع مصرف هروئین برطرف می‌شوند.
با اینکه بروز سکته مغزی از نتایج غیرمعمول استفاده از هروئین به‌شمار می‌رود، بررسی‌های انجام شده از کالبدشکافی مغز صد نفر از معتادان به هروئین نشان می‌دهد که ۵٪ تا ۱۰٪ از معتادان تزریقی به سکته‌های مغزی کوچکی دچار می‌شوند که ممکن است نیازی به درمان پزشکی نداشته باشند، اما پس از آن شاید بر رفتار این افراد اثر بگذارند. آزمایش دیگری بر روی معتادان، اثر ناخواسته دیگری را نشان داد: بیشتر این افراد رنگ‌ها را تا حدودی متفاوت از افرادی می‌بینند که هروئین مصرف نمی‌کنند.

#### پیامدهای اجتماعی
یک مطالعه ۳۳ ساله بر روی ۵۸۱ نفر از معتادان هروئینی مرد بستری در کالیفرنیا که به واسطه یک برنامه درمانی اجباری برای مجرمان وابسته به هروئین در طول سال‌های ۱۹۶۲ تا ۱۹۶۴ بستری شده بودند، اثرات درازمدت مصرف این ماده را بر روی بهداشت فردی، سلامت روان، اشتغال، بزه‌کاری و میزان مرگ و میر این افراد بررسی کرد که نتایج این مطالعه تداوم مصرف را در برخی معتادان پس از اولین دوره مصرف نشان می‌دادند، به‌طوری که اعتیاد به یک وضعیت مادام‌العمر به همراه پیامدهای شدید سلامتی و اجتماعی تبدیل شده بود. برای بسیاری چرخه بهبودی و از سرگیری مصرف، وضعیتی عذاب آور و مداوم شده بود و آمار بالایی از مشکلات سلامت، اختلالات روانی، مشکلات در زندگی اجتماعی معتادان همچون عدم اشتغال و درگیری با سیستم عدالت کیفری را در میان این گروه نشان داد. همچنین میزان مرگ و میر در میان آنان به‌طور مداوم با گذشت زمان افزایش یافته بود.
مصرف‌کنندگان هروئین به دنبال اختلالات ناشی از مصرف این ماده مانند افسردگی، انگیزه‌ای برای انجام فعالیت‌های روزمره خودمراقبتی و بهداشتی از جمله تغذیه و شستشو ندارند و برخی از آنان به دلیل استفاده از منابع مالی خود برای خرید این ماده مخدر، ممکن است حتی توانایی تهیه مواد غذایی و وسائل بهداشتی مناسب را نداشته باشند.

### در دوران بارداری
پژوهش‌ها نشان می‌دهند مصرف هروئین توسط زنان در زمان بارداری خطر بروز عفونت‌های حاد، اعتیاد، سندرم اختلال و علائمی از قبیل تحریک پذیری، کمبود وزن، تب، لرزش، اسهال، استفراغ و تشنج در نوزادان را به طرز قابل توجهی افزایش می‌دهد.

## اعتیاد
هروئین بر گیرنده‌های اپیوئیدی مغز تأثیر می‌گذارد و باعث آزاد شدن زیاد پیام‌رسان عصبی دوپامین می‌شود که مهم‌ترین نقش را در سیستم لذت و پاداش مغز دارد. بنابراین معمولاً احساسات خوشایندی همچون آرامش جسمی و روانی، سرخوشی و تسکین را در بدن پدیدمی‌آورد و فرد را پس از مصرف اولیه، به مصرف مجدد آن ترغیب می‌کند. فرد مصرف‌کننده برای دست‌یابی به این حالت ممکن است به‌طور مکرر و بی‌اختیار به مصرف آن روی بیاورد که پس از مدت کوتاهی (در کمتر از ۲۱ روز) به دلیل اثرات سریع و قوی هروئین بر روی مغز، وابستگی شدید و تحمل دارویی ایجاد می‌شود. در این صورت مصرف‌کننده به دلیل عدم مواجهه با علائم ناخوشایند قطع مصرف مجبور است به مصرف مجدد این مخدر روی بیاورد و برای دست‌یابی به حالت سرخوشی اولیه، به تدریج دوز مصرفی خود را افزایش دهد.
تحقیقات حاکی از آن است که عمدتاً دلایل گرایش افراد به هروئین با عدم سلامت روانی آنان در ارتباط است. تحقیقی در دانشگاه ایلینوی نشان می‌دهد که حدود ۷۵ درصد مصرف‌کنندگان هروئین بر اثر اختلالات اضطراب، افسردگی، اختلال دوقطبی و اختلال کم‌توجهی - بیش‌فعالی به مصرف آن روی آورده بودند.

### علائم قطع مصرف
پس از ایجاد وابستگی و تحمل دارویی به هروئین، قطع مصرف آن با عوارض جسمی و روانی (سندرم ترک) همراه است.
| سندرُم قطع مصرف هروئین                     | سندرُم قطع مصرف هروئین |
| عوارض فیزیکی                              | عوارض روانی           |
| ----------------------------------------- | --------------------- |
| آبریزش بینی و اشک‌ریزش                     | بی‌قراری               |
| تعریق                                     | تحریک‌پذیری            |
| خمیازه‌های مداوم                           | افسردگی               |
| احساس سرما و لرز                          | اضطراب                |
| دانه‌دانه شدن سطح پوست و سیخ شدن موهای بدن | وسوسهٔ مصرف مجدد       |
| دردهای عضلانی و استخوانی                  | سندرم پای بی‌قرار      |
| درد شکمی و اسهال                          | بی‌خوابی               |
| حالت تهوع و استفراغ                       | بی‌اشتهایی             |

اوج سندرم ترک بین ۲۴ تا ۴۸ ساعت پس از آخرین مصرف است و پس از یک هفته به‌طور چشمگیری از شدت آن کاسته می‌شود. البته شدت و دامنهٔ زمانی سندرم ترک بسته به عواملی مانند سن، جنسیت، میزان و مدت مصرف و… در افراد مختلف تفاوت دارد و در بعضی معتادان هروئین، مواردی از این علائم تا چند ماه پس از ترک مصرف ادامه می‌یابد.

### درمان
ترک اعتیاد هروئین سخت‌ترین نوع ترک در میان مواد مخدر است. روش‌هایی کلی برای ترک آن وجود دارد که از مهم‌ترین و مٶثرترین این روش‌ها ترک هروئین با استفاده از درمان دارویی همانند درمان نگهدارنده با متادون یا بوپرنورفین و نیز رفتاردرمانی است که بنابر تشخیص و زیر نظر روانپزشک و روان‌شناس مشاور صورت می‌گیرند.

## کاربرد در پزشکی

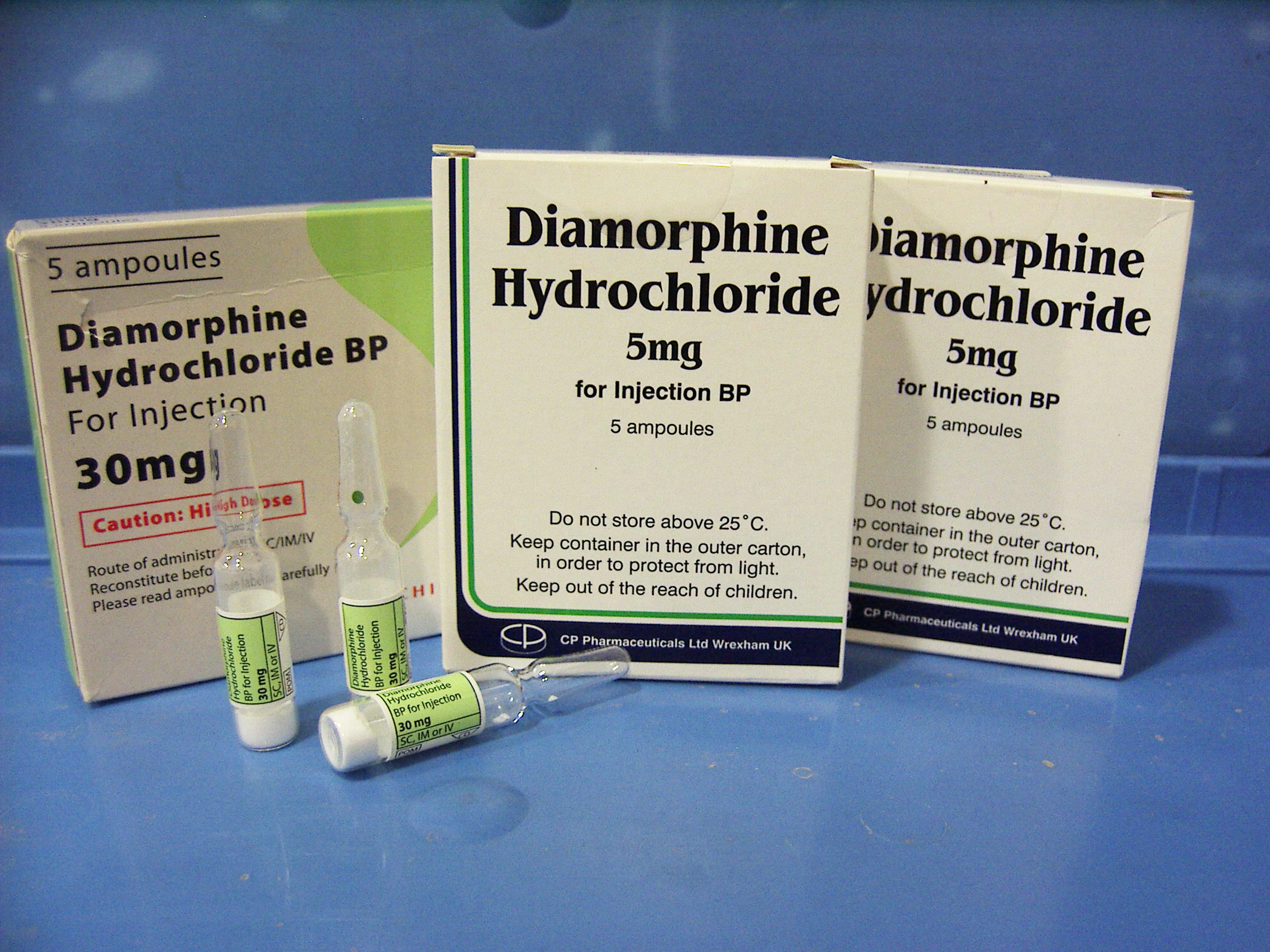
دیامورفین هیدروکلراید، آمپول تزریقی هروئین که در پزشکی مورد استفاده قرار می‌گیرد.

برای بسیاری از افرادی که به بیماری‌های لاعلاج مبتلا هستند، تنها یک چیز می‌تواند اندکی به زندگی آنان کیفیت دهد: دی‌استیل مرفین؛ نامی که پزشکان متخصص برای این دارو استفاده می‌کنند، ولی مردم عادی آن را به نام هروئین می‌شناسند. بسته به فرایند تولید و روشی که از هروئین استفاده می‌شود، تأثیرات اندازه‌گیری شده آن بین ۱٫۵ تا ۸ برابر قوی‌تر از مرفین است. از هروئین در مصارف پزشکی برای جلوگیری از سرفهٔ حاد و کاهش درد شدید در کودکان و بزرگسالان استفاده می‌کنند. یک مطالعه دربارهٔ تسکین درد، هروئین را با داروی استاندارد Hydromorphone که برای مبارزه با دردهای شدید تجویز می‌شود، قابل مقایسه دانست.
هروئینی که برای مصارف پزشکی مورد استفاده قرار می‌گیرد، اغلب به صورت قرص مصرف شده یا به صورت محلول تزریق می‌شود. تعدادی از افیون‌های صنعتی از خانواده مرفین (اپیوییدها) که برای مصارف پزشکی و دارویی تولید می‌شوند، خواصی مشابه هروئین دارند. از جملهٔ این مواد می‌توان به دی‌هیدرو کدئین، پتیدین (که اغلب برای کاهش درد زایمان استفاده می‌شود)، دیکونال (دیپیپانون)، پالفیوم، ترامادول، و متادون (که اغلب در برنامه‌های درمانی به عنوان جایگزینی برای اعتیاد به هروئین تجویز می‌شود) اشاره نمود.
پزشکان تشخیص داده‌اند که هروئین یک بیهوش‌کنندهٔ ایمن برای استفاده در زمان زایمان است که هیچ سؤ اثر آشکاری بر مادر یا کودک ندارد. از این دارو در برخی موارد برای درمان پورفیری استفاده می‌کنند؛ پورفیری اختلال در فرایندهای شیمیایی بدن افراد است که در آن‌ها نسبت به نور حساسیت ایجاد می‌کند و گاهی نیز باعث ایجاد خشونت در آن‌ها می‌شود. مصرف‌کنندگان هروئین از هر دوجنس (مرد و زن) گزارش داده‌اند که در آغاز مصرف فعالیت جنسی در آن‌ها افزایش می‌یابد، اما با ادامه مصرف، این فعالیت‌ها کاهش پیدا می‌کند. (چنانچه گفته شد، هروئین دارای تأثیرات هورمونی است که در درازمدت فعالیت جنسی مردان را کاهش می‌دهد). این دارو در ابتدا اضطراب روانی را کاهش می‌دهد اما این اثر به تدریج تبدیل به بی‌تفاوتی نسبت به دنیای اطراف می‌شود.

## شیوهٔ مصرف
از هروئین معمولاً به سه شیوهٔ تدخین کردن، تزریق کردن و بالا کشیدن از سوراخ بینی یا استنشاق کردن (Sniffing) استفاده می‌شود. تزریق داخل وریدی هروئین با شروع اثر هفت یا هشت ثانیه پس از تزریق، شدیدترین و سریع‌ترین اثر را از میان شیوه‌های مصرف داراست، به همین دلیل در معتادان مزمن هروئینی شایع شده‌است. درحالیکه تأثیر تزریق ماهیچه‌ای پس از ۵ تا ۸ دقیقه نسبتاً آرام شروع می‌شود. هنگامی‌که هروئین تدخین یا استنشاق می‌شود، اثرات آن به‌طور معمول در عرض ۱۰ الی ۱۵ دقیقه احساس می‌شود. اگرچه تدخین و استنشاق‌کردن به سرعت و شدتِ تزریق داخل وریدی اثربخشی ندارند اما پژوهشگران «مٶسسه ملی سوءاستفاده از دارو» آمریکا تأیید کرده‌اند که هر سه نوع روش مصرف هروئین اعتیادآور است.

## درجه‌بندی کیفی
انواع هروئین از لحاظ کیفیت یا مقدار مرفین به چهار دسته تقسیم می‌شود:
هروئین شماره چهار: پودر سفید رنگی که خالص‌ترین نوع هروئین محسوب می‌شود که به آسانی قابل حل بوده و همچنین قابلیت تزریق را برای تأثیر بهتر و سریع‌تر دارد. (بالاترین درصد مرفین را دارد، یعنی حدوداً ۷۵ درصد)
هروئین شماره سه: پودری به رنگ قهوه‌ای زنگی است که بعد از پودر سفید رنگ بیشترین درصد مرفین را دارا است. (حداکثر ۳۰ درصد مرفین)
هروئین شماره دو و یک: پودر قهوه‌ای کم‌رنگی است که هنوز به صورت خام است و فرآوری لازم بر روی آن صورت نگرفته‌است.

## نگارخانه

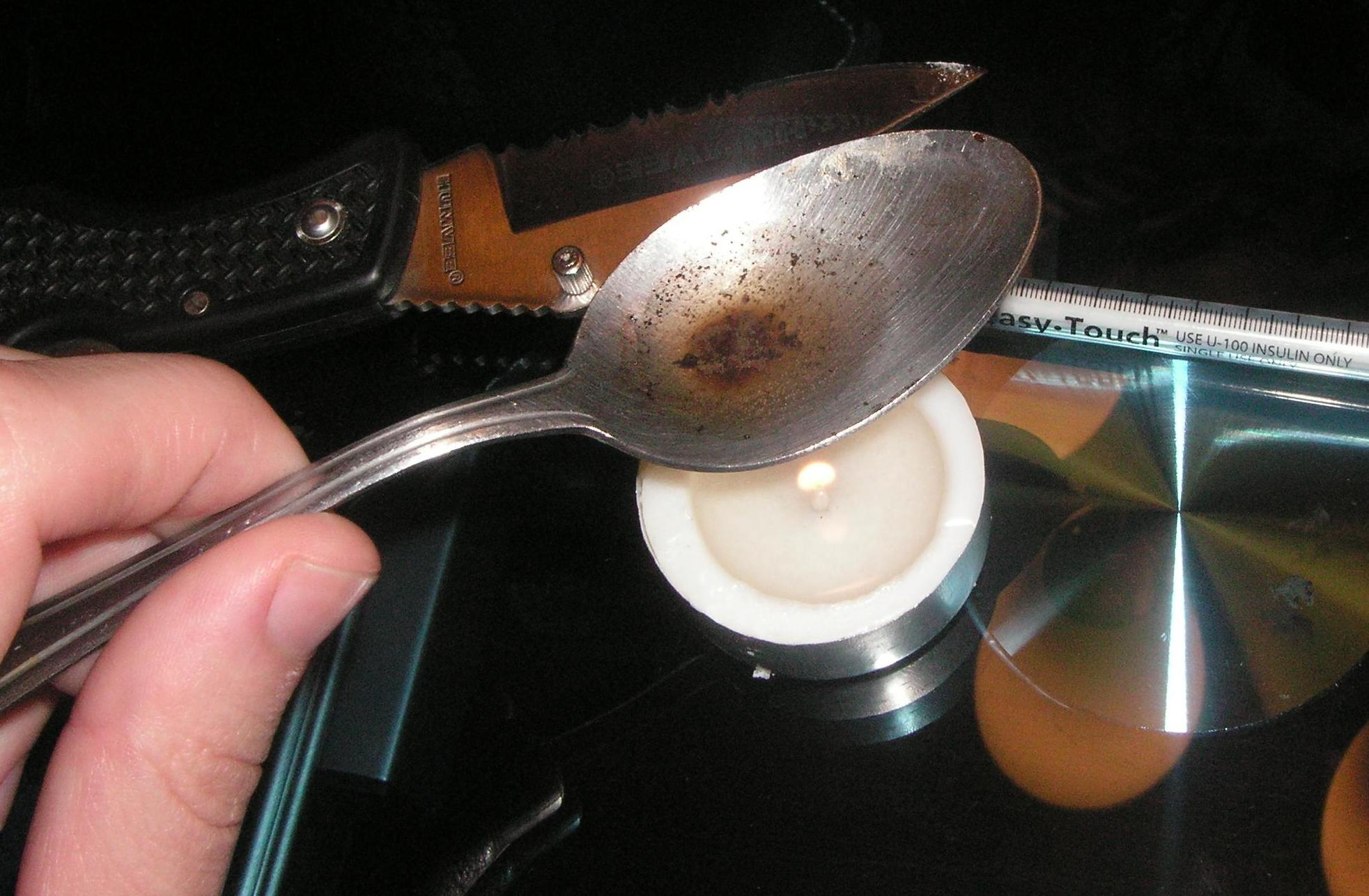
برای تزریق شکل پودری هروئین، مرحله آماده سازی انجام می‌گیرد.
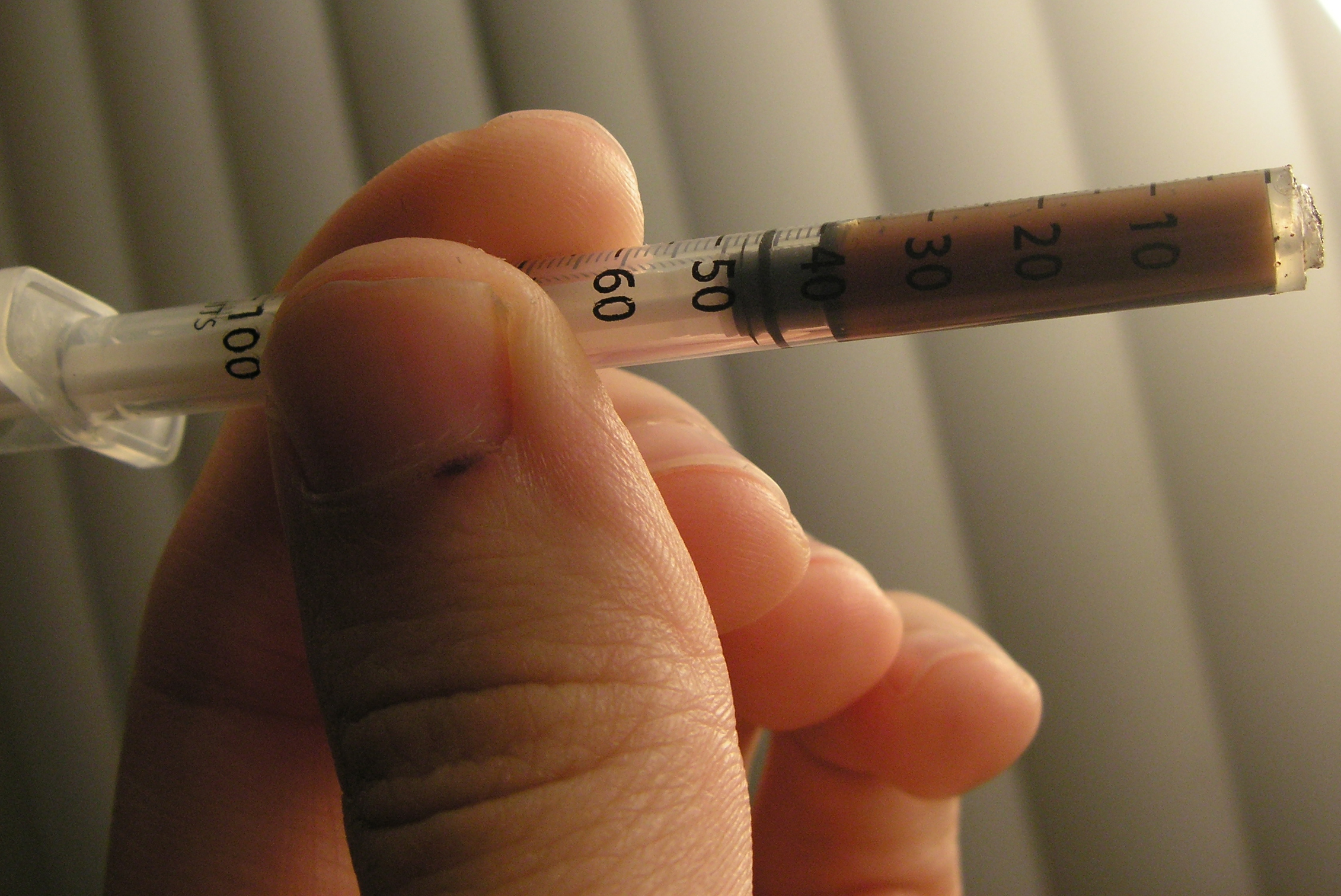
برداشت هروئین از سرنگ برای تزریق آن
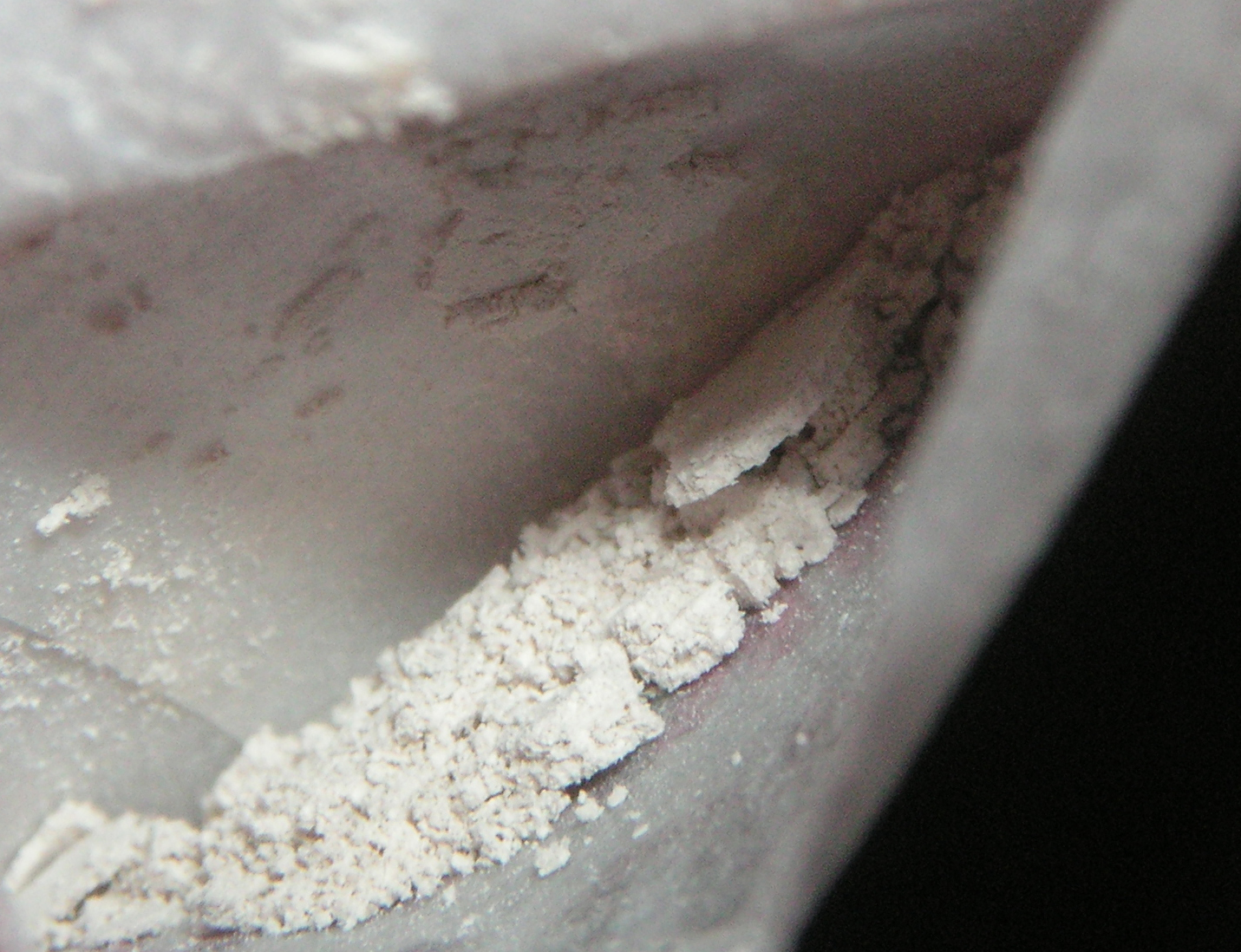
پودر هروئین

## برای مطالعهٔ بیشتر
- «Heroin on NIH». US National Library of Medicine.
- «Heroin». pubchem.ncbi.nlm.nih.gov.